# Bernathonomus aureopuncta
Bernathonomus aureopuncta là một loài bướm đêm thuộc phân họ Arctiinae, họ Erebidae.